# Status Seeker
«Status Seeker» es la segunda canción del álbum When Dream and Day Unite hecho por la banda de progressive metal, Dream Theater en 1989. La letra de la canción fue coescrita por el exvocalista Charlie Dominici y el guitarrista John Petrucci. 
 

Según John Petrucci, Status Seeker fue el intento de la banda y promocionado por el sello disquero para poner su "sonido" en un formato que la radio aceptara. Para este propósito, la canción es más corta que las otras en el disco y también se puede decir que tiene un sonido mucho más comercial que las otras canciones del álbum.[cita requerida]
La música de la canción fue escrita primero, esta llevó a John y Charlie a escribir la letra. Sin embargo, se embriagaron y se empezaron a quejar de la mayoría de la gente que les decían que consiguieran trabajos de verdad y la gente que decía que se cortaran el cabello hasta que tuvieran un contrato con una compañía disquera, pero luego se mostraron muy cooperativos con la banda (la parte de la letra dice "I want to know you now, you know I always believed in you" (Yo quiero conocerte ahora, tu sabes que siempre he creído en ti), eso muestra un cambio de actitud. Ese es el tema de la canción.[cita requerida]